# Хачатурян, Сурен Ильич
Сурен Ильич Хачатурян (арм. Սուրեն Խաչատրյան, также Хачатуров; 30 марта (11 апреля) 1889 — 5 июля 1934, Москва) — советский театральный деятель, режиссёр; старший брат композитора Арама Хачатуряна, отец композитора Карэна Хачатуряна.

## Биография
Родился в семье переплётчика Ильи (Егия) Хачатуряна и Кумаш Саркисовны.
В 1916 году окончил историко-филологический факультет Московского университета.
Ещё с 1910 года Хачатурян работал в Художественном театре и в 1913 году вошёл в организационную группу Первой студии МХТ. После реорганизации студии в 1924 году в театр МХАТ 2-й под руководством Михаила Чехова Xачатурян был заведующим постановочной частью. Одновременно в качестве режиссёра работал в Московском детском театре, в белорусском театре в Витебске, в Ленинаканском театре им. Мравяна.
Хачатурян участвовал в организации ряда национальных драматических студий в Москве — белорусской, еврейской, украинской, грузинской. В 1918 году основал Московскую армянскую драматическую студию, которую возглавлял до 1922 года.
Похоронен в Москве на Новодевичьем кладбище (участок № 2, ряд 9, родственное захоронение).

## Творчество

### Избранные театральные постановки
Московский детский театр
- «Пиноккио», по К. Коллоди (совместно с А. Д. Диким)
- «Гайавата» Н. Огнёва
- «Работник Балда» по А. С. Пушкину